# Gottlieb von Rosen
Gottlieb Andreas von Rosen (17. november 1748 i Stralsund – 21. maj 1835) var en dansk forstmand, far til Wilhelm von Rosen.
Han var søn af Carl Nicolaus von Rosen (1703-1760) og Katharina Margretha født von Boltenstern. Han blev dansk overførster i Hertugdømmet Holsten og kammerherre.
Han ægtede 1782 Ulricke Ernestine Regitze von Holstein (1761-1829), datter af generalløjtnant Adam Eggert von Holstein og Charlotte Anna Duval de la Pottrie.